# فانوتزا دي كتاني
فانوتزا دي كتاني (بالإيطالية: Vannozza dei Cattanei)‏ وتسمى أيضاً جيوفانا دي كتاني (بالإيطالية: Giovanna dei Cattanei)‏ وهي امرأة إيطالية نبيلة ولدت في 13 يوليو 1442 في في بلدة مانتوفا في الدولة البابوية وكانت إحدى عشيقات الكاردينال رودريغو بورجيا وألذي هو البابا إسكندر السادس وقد أنجبت منه 5 أبناء منهم 4 أولاد وبنت واحدة وهم: تشيزري بورجا وجيوفاني بورجيا ولوكريسيا بورجيا وجيوفري بورجيا وقد كانت متزوجة قبل ذلك من جورجيو دي كورتشي وأنجبت منه ابنان وهم دومينيكو وأوتافيو دي كروتشي إلا أنهما توفيا بسرعة وقد دام علاقتها مع الكاردينال رودريغو بورجيا من سنة 1466 إلى سنة 1472 وإنفصلت عنه وفي سنة 1480 تزوجت من جورجيو دي كورتشي وألذي كان سكرتير رسولي في الكنيسة وأنجبت منه ابنين توفيا وفي 1486 توفي جورجيو لتتزوج من كارلو كانالي، أما هي توفيت في 25 نوفمبر 1518 ودفنت في بازيليك القديسة مريم في روما.